# Amancio Ortega
Amancio Ortega Gaona (* 28. března 1936, Busdongo de Arbás, Španělsko) je španělský podnikatel, miliardář a zakladatel Inditexu. Nejslavnější společnost ze skupiny Inditexu je Zara. Patří mezi nejbohatší lidi na světě, podle časopisu Forbes je v roce 2020 desátým nejbohatším člověkem na světě s majetkem přes 67.2 miliardy dolarů.